# マカオ旅行娯楽会社
マカオ旅行娯楽会社（マカオりょこうごらくかいしゃ、葡: Sociedade de Turismo e Diversões de Macau, SA / 略称;STDM 、中: 澳門旅遊娛樂股份有限公司、英語: Macau Tourism And Amusement Company Limited）は、マカオにあるスタンレー・ホーが創立し、一族が所有するマカオの企業である。かつては、マカオ政府からカジノに関する唯一のライセンシーであって、マカオのギャンブル産業を独占していたが、 2002年、マカオ政府は他の企業にもライセンスを開放し独占は崩れた。なお、2019年現在、マカオで運営されている41のカジノのうち、22は同社が所有している。

## 歴史
同社は1962年、スタンレー・ホーと当時のパートナーテディ・イップ（義弟、妹スージー・ホーの夫）、イップ・ホン、霍英東（ヘンリー･フォク）ヘンリー・フォックによって設立された。この年、それまでタイ・ヒン社が1934年から持っていたカジノ営業権の独占権を与えられた。
1982年、ホーとイップは公の場で大喧嘩をし、その結果、イップは同社の10％に当たる株を処分し、その対価は4億香港ドルと噂された。その穴埋めに香港の企業新世界発展の創業者である鄭裕トウが入った。
1986年、霍英東は6億香港ドルで株式を売却しようとしたが、ホーの抵抗を受けた。
2002年以降、STDMはホーまたは妹のウィニー・ホーによって起こされた数々の訴訟の対象となった。2008年に最終的な争いが解決して初めて、カジノ子会社のソシエダ・デ・ジョゴス・デ・マカオ（SJM）を香港証券取引所に上場させることができた。
2011年、STDMの株主は以下の通り：
- ランスフォード[5]： 31.6％（2011年1月まではスタンレー・ホーが保有）
- 信徳集団： 11.5%
- ウィニー・ホー[3]: 7%
- 霍英東財団: 27%[2]
- 鄭裕彤 10%[2]
- その他 12.9%[2]

## 事業内容

### ギャンブル
同社はマカオで最も有名なカジノであるカジノ・リスボアを含む10を超えるのカジノを経営している。
1960年代、ホーはフィリピンに9つのカジノを所有していたが、大統領との対立によりフィリピンでの事業を断念した。
カジノ以外では、サッカーがマカオのギャンブル産業の主な収入源である。香港でサッカーギャンブルの賭けルールが確立される前は、マカオのサッカーギャンブルは香港住民の間で非常に人気があった。かつては、ドッグレース、競馬も主催していたが、人気低迷に伴い、各々、2018年と2024年に廃止された。
長年、マカオのギャンブル産業はホーのSTDMだけが所有していた。 一時期、ホーはマカオのギャンブルビジネスの最大70％の市場シェアを握っていた。この独占時代は2000年に終わりを告げた。
2000年2月、マカオ政府はマカオのギャンブル事業を3つに分割することを提案した。マカオのカジノはまだSTDM傘下だったが、コロアン（路環）とタイパ（氹仔）のカジノは入札で開放された。2002年に他のカジノ事業者がコロアンやタイパのカジノのライセンスを取得することができ、サンズ・マカオや、ザ・ヴェネチアン・マカオやウィン・マカオなどや、ラスベガス・ストリップをモデルにしたコタイ・ストリップ沿いのデスティネーション・リゾートが登場した。
このような情勢を受け、STDMは経営を改革し香港に、SJMホールディングスを設立し、多くのカジノの経営などをSJMに移管、2008年7月香港証券取引所に上場させた。ただし、2021年現在においてもSTDMはSJMの株式を53.90%保有している。

### 航空
マカオのカジノ王スタンレー・ホー氏の一族が所有する香港企業が、マカオ航空が計画する3000万米ドルの格安航空会社に最大30％の出資を行ったと報道された。
信徳集団は、マカオのフラッグ・キャリアであるマカオ航空と、その親会社であるチャイナ・ナショナル・アビエーションが、この航空会社の株式の過半数を保有することに合意したと、『ザ・スタンダード』紙が報じた。
この航空会社は、アジア太平洋地域だけでなく、中国への有利なルートをターゲットにすることが期待されている。エア・マカオはベンチャーに22路線を譲渡し、51パーセントの株式を保有することになり、さらに格安航空会社は中国への11のマカオ航空路線とフィリピン、韓国、ベトナムの11都市を引き継ぐことになる。
STDMはまた、ジェットアジアと呼ばれるビジネス航空部門を持っており、プライベートジェットサービスを提供している。

## 保有建物
STDMはマカオ半島、ポルトガルに数多くのカジノを経営し、建物を保有している。代表的なものは以下の通り：
マカオ:
カジノ
- カジノ・グランド・リスボア・パレス
- カジノ・グランド・リスボア
- カジノ・リスボア
- カジノ・オシアナス
- カジノ・ポンテ16
- カジノ・カーサ・レアル
- カジノ・エンペラー・パレス
- カジノ・フォーチュナ
- カジノ・グランドビュー
- カジノ・カム・ペック
- カジノ・ランドマーク
- カジノ・ラルク・マカオ
- カジノ・レジェンド・パレス

ホテル
- グランド・リスボア・パレス
- グランド・リスボア
- ホテル・リスボア
- ハイ・アライ・ホテル
- ソフィテル・マカオ・ポンテ16

その他
- 逸園賽狗場 - ドッグレース場であったが、2018年ドッグレースが廃止、市民向けスポーツ設備に再開発予定[8]
- マカオ国際空港 - 株式の31％を保有
- マカオゴルフ＆カントリークラブ
- ニュー・ヤオハン・デパート（新八佰伴商場）

ポルトガル
- カジノ・リスボア（英語版）
- カジノ・エストリル（英語版）
- カジノ・ダ・ポヴォア（英語版）
- ホテル・シントラ(Hotel Sintra)
- フォルタレザ ド ギンショ(Hotel Fortaleza do Guincho)

## 参考
- マカオの企業一覧（英語版）